# کوستیا (بنای یادبود)
کوستیا (روسی: Памятник преданности) بنای یادبود یک سگ وفادار در شهر تولیاتی در روسیه است.

## پس زمینه
در سال ۱۹۹۵، ساکنان یک تولیاتی متوجه سگ ژرمن شپرد در لبه بزرگراه جنوبی، یک جاده کنارگذر در منطقه کارخانه خودروسازی شهر شدند که به کارخانه خودروسازی آوتوواز منتهی می‌شود. او همیشه در همان مکان بود و با عجله به سمت ماشین‌های عبوری می‌رفت. خبر سگ در شهر پخش شد و مردم شهر به‌طور غیررسمی او را پذیرفتند.
تحقیقات بیشتر نشان داد که در تابستان سال ۱۹۹۵ این سگ با یک مرد و یک دختر سوار ماشین شده بود. ماشین تصادف کرده بود، دختر در دم کشته شد و مرد به بیمارستان منتقل شد و چند ساعت بعد جان باخت. سگ زنده ماند نام او معلوم نبود، بنابراین مردم شروع به صدا زدن او به نام کوستیا به معنی «وفادار» کردند یا نام کوتاه شده محبت‌آمیز برای حیوانات اهلی از کنستانتین یا تقلیل محبت‌آمیز نام کنستانتین است که خود از «مستمر، استوار» منشأ می‌گیرد.
مردم برای او سگ‌خانه می‌ساختند و برخی سعی می‌کردند او را در خانه‌های خود بپذیرند، اما چنین تلاشی موفق نشد: سگ همیشه برمی‌گشت و به دنبال صاحبش می‌گشت، و در پناهگاه‌ها هم نمی‌ماند. تنها چیزی که از مردم می‌گرفت غذا بود. در برف و باران، در هر آب و هوا و زمانی از سال، همیشه سر جای خودش بود. سگ همیشه منتظر بود و به سمت همه وسایل نقلیه عبوری می‌دوید. هرکسی که آن جاده را از شهر قدیمی به شهر جدید سفر می‌کرد، همیشه کوستیا را می‌دید که در کنار جاده می‌دوید یا بی سر و صدا روی چمن‌ها استراحت می‌کرد. شهروندان علاقه زیادی به کوستیا پیدا کردند و داستان او را به یک افسانه زنده تبدیل کردند. داستان‌هایی دربارهٔ سگ در سراسر روسیه منتشر شد.
به مدت هفت سال، کوستیا پست خود را حفظ کرد، اما در سال ۲۰۰۲ مرده او در جنگل پیدا شد.
از دست دادن سگ محبوب برای بسیاری از اهالی خبر ناراحت‌کننده بود. به یاد او یک بیلبورد خانگی با افسانه «سگ، عشق و فداکاری را به ما بیاموز» نصب شد، اما اغلب توسط باد از جا کنده می‌شد یا اوباش‌ها به سمت آن سنگ پرتاب می‌کردند، بنابراین شهر تولیاتی کمپینی را برای ساخت یک مجسمه برنزی از کوستیا را آغاز کرد.